# Фазъл Ахмед паша джамия
Фазъл Ахмед паша джамия, още Църната джамия или Пашина джамия (на македонска литературна норма: Фазил Ахмет Паша џамија, Црна џамија), е мюсюлмански храм в град Велес, в централната част на Северна Македония. Храмът е обявен за паметник на културата.
Джамията е разположена на левия бряг на Вардар в едноименната махала Църна джамия, на улица „Цветан Арсов“ № 10. Изградена е от Фазъл Ахмед паша в 1659 година , след като починала единствената му щерка. Пашата издигнал джамията до гроба на момичето и според легендата от тъга наредил да се изгради от черен камък, откъдето идва и името на храма Църна джамия.